# Шумилы (Сумская область)
Шумилы (укр. Шумили) — село,
Михайловский сельский совет,
Лебединский район,
Сумская область,
Украина.
Код КОАТУУ — 5922986507. Население по переписи 2001 года составляло 2 человека.

## Географическое положение
Село Шумилы находится на расстоянии в 1 км от сёл Майдаки и Парфилы.
По селу протекает пересыхающий ручей с запрудой.
Рядом проходит автомобильная дорога Т-1918.